# Vyznávající církev

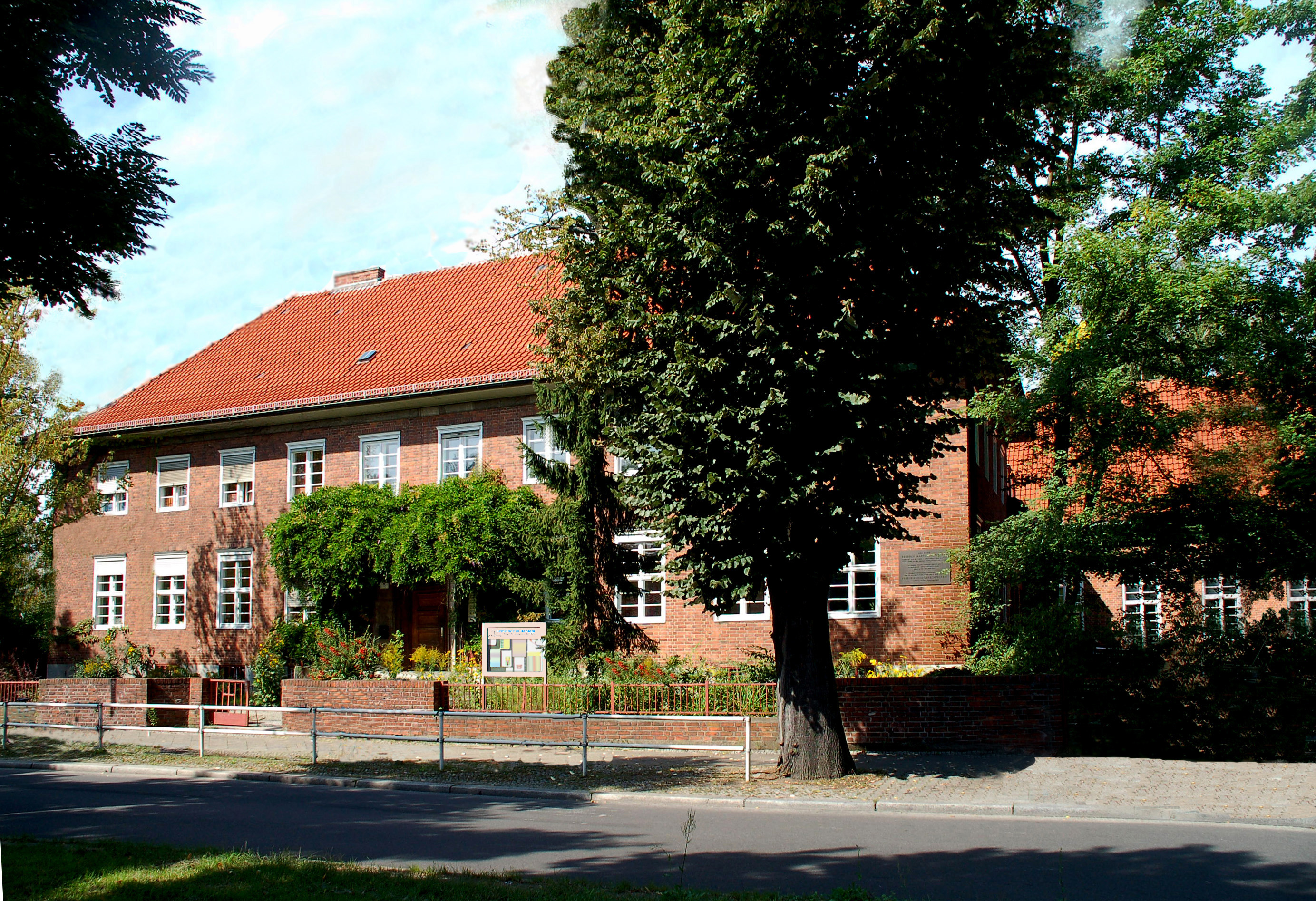
Farní dům v Berlíně-Dahlemu, kde se Vyznávající církev scházela

Vyznávající církev nebo Vyznavačská církev (německy Bekennende Kirche, BK) bylo hnutí uvnitř německé luterské církve proti tzv. Německým křesťanům (Deutsche Christen), kteří přijali nacistickou ideologii včetně rasismu a s velkou podporou nacistického režimu omezovali samostatnost Německé evangelické církve. Řada členů Vyznávající církve se postupně dostávala do konfliktu i s nacistickým státem a někteří byli uvězněni a zavražděni. Nejznámějšími představiteli byli Martin Niemöller, Dietrich Bonhoeffer, Karl Barth a Helmuth Gollwitzer.

## Historie
Od státem nařízených církevních voleb v květnu 1933 byla většina zemských církví luteránské Německé evangelické církve pod vlivem „Německých křesťanů“ a přijala do svých stanov tzv. arijský paragraf, který vylučoval z církve osoby židovského původu. V září roku 1933 založilo několik berlínských pastorů pod vedením M. Niemöllera a D. Bonhoeffera „Obranný spolek farářů“, který vyhlásil, že tento paragraf je ve sporu s křesťanským vyznáním a začala organizovat pomoc postiženým.
Podobné hnutí vzniklo i v reformovaných církvích a společně v květnu 1934 na synodě ve Wuppertalu založili Vyznávající církev. V tzv. „Barmenském teologickém prohlášení“ odmítli totalitní nároky státu. Na jeho základě začaly vznikat nezávislé místní církve, které odmítaly vedení Německých křesťanů. Na další synodě v Berlíně-Dahlemu v květnu 1934 si zvolili nové církevní vedení a popřeli autoritu oficiálního vedení. Koncem roku 1935 rozšířila učitelka náboženství E. Schmitzová mezi členy Vyznávající církve zprávu o koncentračních táborech se žádostí o podporu a v květnu 1936 napsalo vedení církve protestní dopis Adolfu Hitlerovi, načež následovala řada zatčení.
Od roku 1937 se pronásledování stupňovalo, Vyznávající církev se ale nechtěla stát politickou opozicí vůči Hitlerovi. Po roce 1945 ji přesto spojenci za opozici uznali a členové Vyznávající církve pak hráli významnou roli při obnovování evangelických církví.
V letech 1937–1945 bylo zavražděno 17 členů Vyznávající církve pouze za svoji činnost v církvi a dalších 13 z rasových nebo politických důvodů, např. za účast v pokusu o atentát na Hitlera z 20. července 1944. Byl mezi nimi např. Hermann Stöhr, který byl odsouzen k smrti poté, co z důvodu svědomí odmítl vojenskou službu a s ní spojenou přísahu.